# W-NAO
W-NAO（ダブルナオ）は、日本の女性2人組のユニット、女優の網浜直子と飯島直子による音楽ユニット。所属レーベルはテイチクエンタテインメント内のBi-ta-mingと日本コロムビア内のビーイング専門レーベルのB-Cに在籍していた。所属事務所はビーイングの関連会社だったオフィス・フットワークス。　音楽制作はビーイング。

## メンバー
| 人名                         | 生年月日              | 出身地               |
| ---------------------------- | --------------------- | -------------------- |
| 網浜直子 （あみはま なおこ） | 1968年8月12日（56歳） | 兵庫県神戸市灘区     |
| 飯島直子 （いいじま なおこ） | 1968年2月29日（57歳） | 神奈川県横浜市港北区 |

## 概要
ユニット名はプライベートでも仲の良い2人の名前である直子をとったもの。
現在W-NAOの作品は入手困難となっておりオークションなどでも高値で売買されている。

### 音楽性
テイチク時代は、B'zの楽曲のカバーをリリースしていた。コロムビアへ移籍してからは、オリジナル曲としては「Rescue Me」を1995年にシングル発売している。作詞は彼女たちによるものである。

## ディスコグラフィー

### シングル
|     | 発売日        | タイトル            | 楽曲制作                                     | 最高位 |
| --- | ------------- | ------------------- | -------------------------------------------- | ------ |
| 1st | 1992年3月18日 | 孤独のRunaway       | 作詞：稲葉浩志 作曲：松本孝弘 編曲：池田大介 | 97位   |
| 2nd | 1992年5月21日 | 太陽のKomachi Angel | 作詞：稲葉浩志 作曲：松本孝弘 編曲：池田大介 | 圏外   |
| 3rd | 1992年7月22日 | 君の中で踊りたい    | 作詞：稲葉浩志 作曲：松本孝弘 編曲：池田大介 | 圏外   |
| 4th | 1995年6月1日  | Rescue me           | 作詞：W-NAO 作曲：多々納好夫 編曲：古井弘人  | 圏外   |

### アルバム

#### カバーアルバム
|     | 発売日        | タイトル | 最高位 |
| --- | ------------- | -------- | ------ |
| 1st | 1992年7月22日 | W-NAO    | 圏外   |

### ビデオ
|     | 発売日 | タイトル |
| --- | ------ | -------- |
| 1st | 1992年 | W-NAO    |

## タイアップ一覧
| 使用年 | 曲名      | タイアップ                                           |
| ------ | --------- | ---------------------------------------------------- |
| 1995年 | Rescue me | 日本テレビ系『スーパージョッキー』エンディングテーマ |